# Enterprise Privacy Authorization Language
Enterprise Privacy Authorization Language, kurz: EPAL ist ein Fachbegriff aus dem Bereich der Informationssicherheit. Er bezeichnet eine XML-basierte Beschreibungssprache für Unternehmen. Sie ermöglicht es, unternehmensspezifische Datenschutzrichtlinien (englisch: privacy policies) in ein maschinenlesbares Regelwerk zu übertragen. Im Fokus stehen dabei personenbezogene Daten.
EPAL versteht sich als Weiterentwicklung von P3P. Der grundsätzlich neue Aspekt ist der Gedanke, Zugriffsregeln unternehmenszentral zu formulieren.

## Details
Mit EPAL steht eine von IBM entwickelte „allgemeine Sprache zur Beschreibung für Datenschutzregelwerke“ zur Verfügung, die von Produkten wie zum Beispiel Anwendungsprogrammen zur Durchsetzung (englisch: enforcement) der Regeln ausgewertet werden kann.
Dabei wurden die Mechanismen klassischer Zugriffssteuerungsmodelle (wie RBAC) erweitert: Nun können Zugriffsregeln auch aus einer Beschreibung des Einsatzzweckes der vorgehaltenen Daten formuliert werden.
Ein EPAL-Anwender nutzt für seine Regeln ein Vokabular: Er definiert Elemente, die sich am natürlichsprachlichen Ausdruck von Zugriffsregeln orientieren. Das sind die betroffenen Benutzer (oder Gruppen), die Datenkategorien, die durchzuführenden Aktionen, der Einsatzzweck der Daten, Bedingungen des Zugriffs (zum Beispiel muss über 18 Jahre alt sein) und Einschränkungen der Datenhaltung (etwa nach 90 Tagen zu löschen).
Diese Elemente werden in einer Regel zusammengefasst, die den Zugriff entweder erlaubt oder verweigert.

## Beispiel
Folgende Regel legt fest, dass ein Röntgenarzt nach Einwilligung des Chefarztes und des Patienten dessen Röntgendaten zu Diagnosezwecken einsehen darf, die aber nicht länger als fünf Jahre aufbewahrt werden.
```
<rule id="radiodata" ruling="allow">
  <data-user id="radiologist"/>
  <data-category id="radiograph"/>
  <purpose id="diagnosis"/>
  <action id="read"/>
  <condition id="chiefPhysicianConsent"/>
  <condition id="patientHasAccepted"/>
  <obligation id="retention">
    <parameter id="years">5</parameter>
  </obligation>
</rule>
```